# Jan Malmsjö (översättare)
Jan Anders Malmsjö, född 7 april 1953, är en svensk översättare.

## Biografi
Malmsjö har sedan 1980-talets början översatt cirka 180 böcker från engelska och (i mindre utsträckning) från norska och har ägnat sig åt såväl fack- som skönlitteratur. Bland författare han översatt märks Peter Robinson och Mark Billingham.

## Översättningar (urval)
- Robert A. Heinlein: Metusalems arvingar (Methuselah's children) (Delta, 1981)
- Nancy L. Mace och Peter V. Rabins: 36-timmarsdygnet: om Alzheimers sjukdom och andra demenssjukdomar (The 36-hour day) (Natur och kultur, 1992)
- Thomas Harris: Hannibal (Hannibal) (Forum, 1999)
- Harlan Coben: Stanna hos mig (Stay close) (Forum, 2013)

## Utmärkelser
- Svenska Deckarakademins pris för berömvärd översättargärning 2009[1][2][3]